# 乙支路入口駅
乙支路入口(ハナ銀行)駅（ウルチロイック(ハナぎんこう)えき）は、大韓民国ソウル特別市中区乙支路1街にあるソウル交通公社2号線の駅。駅番号は202。英語では乙支路1街駅（Euljiro 1-ga Station）と案内されている。

## 駅構造

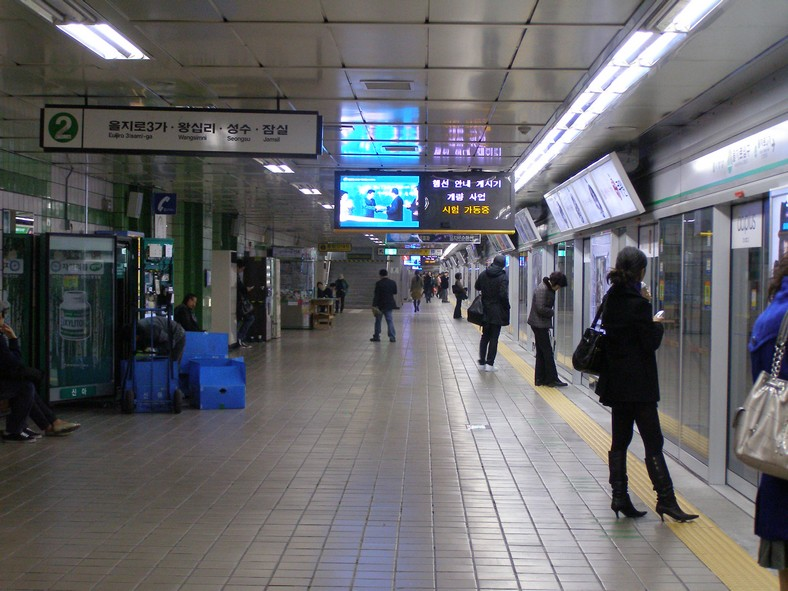
ホーム（2007年11月25日）

相対式ホーム2面2線を有する地下駅で、フルスクリーンタイプのホームドアが設置されている。渡り線や留置線を持ち、列車の折り返しや留置が可能。
改札階は乙支路地下歩道と一体化している。改札口は3ヶ所あるが、いずれも上下ホーム別々に設置されており、改札内でのホーム間の移動はできない。化粧室は改札外に1ヶ所ある。
顧客案内センター設置駅。出入口は1番から8番までの合計8ヶ所ある。

### のりば
- 案内上ののりば番号は設定されていない。

| 内回り | 2号線 | 乙支路3街・往十里・聖水・蚕室方面 |
| 外回り | 2号線 | 市庁・弘大入口・堂山・新道林方面  |

## 利用状況
近年の一日平均利用人員推移は下記のとおり。
| 路線  | 路線     | 2000年  | 2001年  | 2002年  | 2003年  | 2004年  | 2005年  | 2006年 | 2007年 | 2008年 | 2009年 | 出典  |
| ----- | -------- | ------- | ------- | ------- | ------- | ------- | ------- | ------ | ------ | ------ | ------ | ----- |
| 2号線 | 乗車人員 | 45,245  | 45,561  | 47,367  | 47,316  | 48,169  | 49,198  | 48,460 | 47,122 | 47,422 | 48,826 | [ 1 ] |
| 2号線 | 降車人員 | 46,535  | 47,155  | 48,891  | 48,446  | 49,059  | 50,312  | 49,396 | 47,855 | 47,680 | 49,864 | [ 1 ] |
| 2号線 | 乗降人員 | 91,780  | 92,716  | 96,258  | 95,762  | 97,228  | 99,509  | 97,856 | 94,977 | 95,103 | 98,690 | [ 1 ] |
| 路線  | 路線     | 2010年  | 2011年  | 2012年  | 2013年  | 2014年  | 2015年  |        |        |        |        | [ 1 ] |
| 2号線 | 乗車人員 | 49,525  | 51,478  | 52,387  | 54,302  | 54,312  | 51,447  |        |        |        |        | [ 1 ] |
| 2号線 | 降車人員 | 50,678  | 51,910  | 52,363  | 54,050  | 54,161  | 51,181  |        |        |        |        | [ 1 ] |
| 2号線 | 乗降人員 | 100,203 | 103,388 | 104,750 | 108,352 | 108,473 | 102,628 |        |        |        |        | [ 1 ] |

## 駅周辺
乙支路も参照
- 国民銀行明洞営業部
- ロッテ百貨店本店
  - ロッテシネマ
- ロッテホテル本店
- 明洞ゴリ
- 普信閣（朝鮮語版）
- ソウル広場
- ロイヤルホテルソウル
- ソラリア西鉄ホテル ソウル明洞
- ソウルYWCA（ソウル女子キリスト教青年会）
- 外換銀行営業部
- ハナ銀行営業部
- 大邱銀行（朝鮮語版）営業部
- ウリィ銀行鍾路金融センター
- サムスン火災海上保険本館
- ハンファグループ
- CGV 明洞
- 日本政府観光局
- 平和放送
- プレジデントホテル
- 韓国銀行
- 韓国銀行貨幣博物館
- 東海道 - 回転寿司
- 明洞聖堂
- ブーツ明洞店

## 歴史
- 1983年9月16日 - 乙支路入口～聖水区間開通と共に開業。
- 2006年1月21日 - ホームドア稼働開始。

## 隣の駅
ソウル交通公社
 2号線
市庁駅 (201) - 乙支路入口駅 (202) - 乙支路3街駅 (203)